# Pistis Sophia

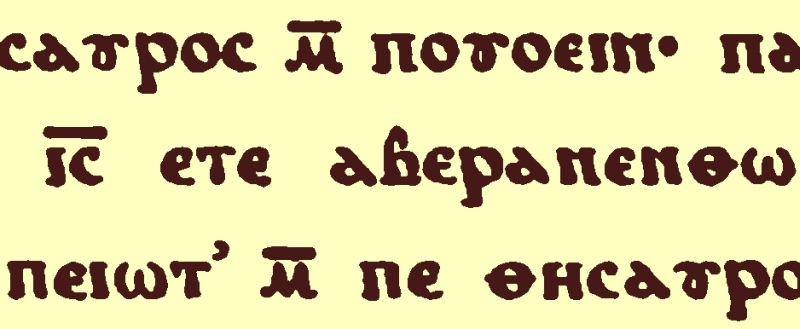
A könyv egy részlete

A Pistis Sophia (koiné görög: Πίστις Σοφία) 1773-ban felfedezett kopt nyelvű gnosztikus kézirat, mely valószínűleg a Kr.u. III. és IV. század között íródott. A kézirat a megdicsőült Jézus tanításait foglalja magában tanítványainak, köztük anyjának, Máriának, magdalai Máriának és betániai Mártának. A kézirat szerint a feltámadt Jézus 11 évet töltött a tanítványaival, mialatt a kis misztériumokról beszélt nekik, majd felfedte a nagy misztériumokat is, melyek komplex kozmológiát és a lélek legfelsőbb isteni birodalmakba emelkedését tartalmazták.
A kézirat első két könyvének nagy része Pistis Sophia, mint lény bukásának és megújulásának mítoszát körvonalazza, különösen bűnbánó könyörgéseit és részletes párhuzamait egyes zsoltárokkal és ódákkal.
Habár számos gnosztikus szövegben Sophia a fő női istenségként jelenik meg, a Pistis Sophiában az isteni birodalmon kívülről származik és ott is lakozik. Hasonló Sophia-mítosz található a János apokrifonjában azzal a kivétellel, hogy cselekedeteire fizikai eónok alatt kerül sor és hogy csak a tizenharmadik eón során kerülhet vissza helyére.

## Etimológia
A Pistis Sophia kifejezés jelentése homályos, számos eltérő értelmezés létezik, úgymint: "Hit a bölcsességben", "Bölcsesség a hitben", stb. Néhány késői gnosztikusnál Sophia sokkal inkább Krisztus isteni emanációja, semmint pusztán bölcsesség, így ebben az összefüggésben "Sophia hite" értelmezés adódik. A Nag Hammádi-i lelet papíruszkódexei viszont korábbi, egyszerűbb értelmezést tartalmaznak, ahol a színeváltozott Krisztus így magyarázza el Pistis-t:

„Tanítványai újra megkérdezték: "Magyarázd el nekünk világosan, hogyan szállnak alá a láthatatlanból, a halhatatlanból a halandó világba?" A Megváltó így válaszolt: "Az Emberfia, Sophiával, hitvesével egyetértésben felfedte a nagy androgün fényt. Férfiként így neveztetik: Megváltó, minden dolgok atyja s nemzője, nőként pedig emígy: Sophia, a mindent-foganó úrnő". Némelyek Pistisnek nevezik."”

– III. kódex, Áldott Eugnosztosz

## Askew Kódex
A Pistis Sophia egyetlen kopt nyelvű kézirati példányban - az eredeti 178 pergamenlapból 174 lap terjedelemben - maradt fenn. Az ún "Askew Kódexet" a British Library (Brit Nemzeti Könyvtár) vásárolta meg 1785-ben egy bizonyos Anthony Askew (1722–1774) nevű orvos-műgyűjtő hagyatéka részeként. A Pistis Sophia megnevezést Carl Gottfried Woide (1725-1790) orientalista tudós alkalmazta először a dokumentum megjelölésére, a II. könyv elején lévő címre alapozva: "Pistis Sophia Második Könyve", melyet azonban később toldottak a szöveghez. Carl Schmidt (1868-1938) "koptológus" ugyanakkor a "Megváltó Könyvei" elnevezést ajánlotta a II. Könyv végén lévő utalás alapján.
A mű több könyvből áll, de tényleges terjedelme tudományosan vitatott. A legáltalánosabb nézet szerint 4 kódexet tartalmazott, de egyes tudósok azt állítják, hogy 5 vagy akár 6 könyvből is állhatott. Ezen túlmenően két töredéket is tartalmaznak az iratok, melyek nem kapcsolódnak közvetlenül a könyvekhez és későbbi szerző munkái.
A Nag Hammadi tekercsek 1945-ös felfedezése előtt az Askew Kódex volt az egyike azoknak az írásműveknek (az Akhmim és a Bruce Kódex mellett), melyek - az akkor ismert - csaknem az összes fennmaradt gnosztikus írást tartalmazták. Minden ettől különböző gnosztikus forrás pusztán az ellenfelek idézetei, jellemzései, illetve karikatúrái voltak.

## Kapcsolódó irodalom

### Magyarul
- Pistis Sophia evangéliuma – a lélek rejtélye (magyar nyelven). Az Arany Rózsakereszt Közössége (1989)
- Pistis Sophia evangéliuma – a lélek rejtélye (magyar nyelven). L.N.L. kiadó (2010). ISBN 978-963-06-9653-1
- Jan van Rijckenborgh. A Pistis Sophia gnosztikus misztériumai – Magyarázatok a Pistis Sophia első könyvéhez (magyar nyelven). Rozekruis Pers (2005)
- Anaiya Sophia: A Rózsalovag - Első rész: Szófia története - a Pistis Sophia modern értelmezése - magánkiadás, ISBN 978-615-02-3319-2

### Idegen nyelven
- Köstlin, K.R. (1854). „Theologische Jahrbücher” (német nyelven) XIII, 1–104; 137–196. o.
- Mead, G.R.S.. Simon Magus (angol nyelven). London: The Theosophical Publishing Society (1892)
- Mead, G.R.S. Fragments of a Faith Forgotten (angol nyelven). London: The Theosophical Publishing Society (1900)
- Legge, Francis. Forerunners and Rivals of Christianity, From 330 B.C. to 330 A.D., Two volumes bound as one (angol nyelven), New York: University Books [1914] (1964)
- Introduction to the Pistis Sophia (angol nyelven). London: Society for Promoting Christian Knowledge, vii-xlviii. o. (1924. július 4.)
- The Odes and Psalms of Solomon (angol nyelven) (1916) Text 1916; Translation and Notes 1920.
- Hurtak, James and D.E. Hurtak, Pistis Sophia Text and Commentary. Los Gatos: Academy For Future Science, 1999.
- Mead, G.R.S.. Pistis Sophia (angol nyelven). London: J. M. Watkins (1921)
- Charlesworth, James H.. The Odes of Solomon (angol nyelven) (1973)
- Brock, Ann Graham. Setting the Record Straight - The Politics of Identification: Mary Magdalene and Mary the Mother in Pistis Sophia, 43–52. o. of:  Which Mary? The Marys of Early Christian Tradition (angol nyelven) (2002). ISBN 90-04-12708-9
- Pearson, Birger Albert. Gnosticism and Christianity: In Roman and Coptic Egypt (angol nyelven). New York & London: Continuum International Publishing Group (2004). ISBN 0567026108
- Horton Jr., Fred L.. The Melchizedek Tradition: A Critical Examination of the Sources to the Fifth Century A.D. and in the Epistle to the Hebrews (angol nyelven). Cambridge University Press (2005). ISBN 0521018714
- Williams, Frank. The Panarion of Epiphanius of Salamis, Second (angol nyelven), Leiden; New York; København; Köln: E.J. Brill (2009). ISBN 9004170170
- Church and Gnosis. A Study of Christian Thought and Speculation in the Second Century (angol nyelven). London: Cambridge University Press (1932. július 4.)
- Les livres secrets des gnostiques d’Égypte: Introduction aux écrits gnostiques coptes découverts à Khénoboskion (francia nyelven). Paris: Librairie Plon (1958. július 4.)
- Introduction à la littérature gnostique Vol 1: Collections retrouvées avant 1945 (francia nyelven). Paris: Les Éditions du Cerf (1986. július 4.)
- (1979) „La citation du Psaume 85 (84, 11-12) et ses commentaires dans la Pistis Sophia” (francia nyelven). Revue d’histoire et de philosophie religieuses (59), 551–557. o.
- The Books of Jeu and the Pistis Sophia as Handbooks to Eternity: Exploring the Gnostic Mysteries of the Ineffable (angol nyelven). Leiden: Brill (2015. július 4.). ISBN 9789004284463
- Anaiya Sophia: The Rose Knight - Part One: Sophia's Story, a modern retelling of the Pistis Sophia (angol nyelvű) ISBN 979-8-876-22750-8

## Fordítás
Ez a szócikk részben vagy egészben  a   Pistis Sophia című angol Wikipédia-szócikk fordításán alapul.  Az eredeti cikk szerkesztőit annak laptörténete sorolja fel. Ez a jelzés csupán a megfogalmazás eredetét és a szerzői jogokat jelzi, nem szolgál a cikkben szereplő információk forrásmegjelöléseként.